# Чонг, Санайя
Санайя Линн Чонг (англ. Saniya Lynn Chong; род. 27 июня 1994 года, Оссининг, штат Нью-Йорк, США) — американская профессиональная баскетболистка, выступавшая в женской национальной баскетбольной ассоциации. Была выбрана на драфте ВНБА 2017 года в третьем раунде под общим двадцать шестым номером командой «Даллас Уингз». Играет на позиции атакующего защитника. В настоящее время пребывает в статусе свободного агента.

## Ранние годы
Санайя родилась 27 июня 1994 года в городе Оссининг (штат Нью-Йорк) в семье Эндрю и Лесли Чонг, а училась там же в одноимённой средней школе, в которой выступала за местную баскетбольную команду.